# Wilhelm Raabe
Wilhelm Raabe (n. 8 septembrie 1831 - d. 15 noiembrie 1910) a fost un prozator german.
Primele sale opere le-a publicat sub pseudonimul Jakob Corvinus.
În creația sa, zugrăvește societatea germană a epocii, realismul vieții cotidiene împletindu-se cu transfigurarea acesteia, umorul cunoscând uneori accente de pesimism.

## Opera
- 1857: Cronica uliței vrăbiilor
- 1864: Pastorul foametei
- 1867: Abu Telfan
- 1870: Căruța morții
- 1891: Plăcintă
- 1895: Actele lui Vogelsang
- Gâștele din Bützow